# Nicolas de Marbais
Nicolas de Marbais, seigneur de Coing, est un pasteur et un écrivain.

## Biographie
Il naît vers 1580 dans la famille de Marbais, originaire du comté de Namur. Docteur en théologie, converti au protestantisme, il devient pasteur de la ville de Montaigu[Où ?], en France, et écrit un traité polémique qui décrit les excès du pontificat de Paul V. Il est le père de Marie de Marbais (1618-1691), épouse du pasteur et écrivain, Cyrus Du Moulin.

## Œuvre
- N. DE MARBAIS, Supplication et requête à l'Empereur, aux roys, princes, estats, républiques et magistrats chrestien, sur les causes d'assembler un Concile générale contre Paul cinquiesme, dédiée au roy de la Grande-Bretagne, Leyde, Loys Elzevier, 1613.